# Epuraea guttata
Epuraea guttata — вид жуків-блискітників з підродини Carpophilinae.

## Опис

### Імаго
Довжина тіла імаго 2,6-4,4 мм.

### Лялечка
Довжина тіла лялечок 3,1-3,65 мм, ширина — 1,45-1,7 мм. Білувата з кремовим відтінком, крім поздовжніх туберкул, які світло-коричневого кольору. Передньо—, середньо— і задньоспинка сильно блискучі, голова та ноги помірно блискучі, надкрила блискучі, черевце матове.

## Екологія
Дорослі жуки і личинки мешкають в дібровах, де зустрічаються під корою дерев, на витіках соку листяних дерев (навіть тих, які уражені гусеницями метелика-червиці роду Cossus ), в тому числі дуба черешчатого. Зустрічаються також на дині.